# Dimmu Borgir
Dimmu Borgir je black metal glazbeni sastav iz Norveške. "Dimmu Borgir" znači "tamni dvori" na staroskandinavskom i islandskom jeziku te označava ime vulkanske formacije na sjeveroistoku Islanda.

## Životopis
Dimmu Borgir je nastao kao melodični black metal sastav 1993. godine okupljanjem Shagratha, Silenoza, i Tjodalva, a 1994. grupa izdaje EP pod nazivom Inn I Evighetens Mørke, što u prijevodu na hrvatski znači U tami vječnosti ili U vječnoj tami. Taj kratki EP se rasprodao u roku nekoliko tjedana, a slijedio ga je 1994. prvi puni studijski album pod nazivom For All Tid, što u prijevodu znači Za Sva Vremena, sadržavao je glazbene doprinose članova Dødheimsgarda i Ved Buens Endea. Nakon For All Tida slijedi Stormblåst mnogi obožavatelji ga smatraju najboljim albumom u karijeri Dimmu Borgira. Stormblåst je posljednji album od Dimmu Borgira na kojemu su sve pjesme na Norveškom.
Nakon Stormblåsta, klavijaturist Stian Aarstad nakratko napušta sastav zbog vojne obaveze, a basist Brynjard Tristan odlazi zbog ne slaganja s ostatkom grupe. Stian Aarstad se vraća 1997. na snimanje albuma Enthrone Darkness Triumphant, međutim na turneji počinje izbivati s proba te loše odrađivati nastupe. Zbog tih razloga poslije turneje je izbačen iz sastava. Dimmu Borgir kao zamijenu za Stian Aarstada dovodi - Mustisa za klavijaturama, a kako bi se vokalist Shagrath mogao koncentrirati na vokalnu izvedbu dolazi još jedna prinova Astennu kao prateća gitara.
Sljedeći studijski album Dimmu Borgira Spiritual Black Dimensions, snimljen 1999. je prvi album s Vortexovim čistim vokalom, a posljednji s Nagashom.S tim albumom je Dimmu Borgir potpisao suradnju s Njemačkom diskografskom kućom "Nuclear Blast"
2001. Dimmu Borgir izdaje Puritanical Euphoric Misanthropia dijelovi tog albuma su snimljeni uz pomoć Orkestra Praške Filharmonije, da bi se naglasila atmosfera. Obilježen je odlaskom Nagasha i Tjodalva te dolaska Nicholas Barkera kao novog bubnjara i I.C.S. Vortexa kao novog basista i vokalista.
2003. Izdan je "Death Cult Armageddon". Postigao je zavidan uspjeh. Snimljen je spot za pjesmu "Progenies of the Great Apocalypse". Nakon tog albuma sastav je napustio Nicholas Barker kojeg je naslijedio Hellhammer.
U 2005. Dimmu Borgir je prepravio i reizdao svoj drugi albuma Stormblåst u kojemu se osjete značajne razlike, a jedna od njig je da je pjesma Sorgens Kammer snimnjena sasvim drugačije i nazvana Sorgens Kammer - Del II.
Osmi studijski album Dimmu Borgira In Sorte Diaboli je izdan 24. travnja 2007. iako su ilegalne kopije već kružile više od mjesec dana. In Sorte Diaboli je prvi konceptualni album od Dimmu Borgira.Izdanjem toga albuma Dimmu Borgir je postao prvi takav sastav koji je prodao više od 1 milijun primjeraka svojih albuma.Bubnjar Hellhammer je pretrpio teške ozljede zadobivene prometnom nesrećom te zbog toga izlazi iz sastava.Kao privremena zamijena za iduću turneju došao je Tony Laureano.Razdoblje poslije "Invaluable Darkness" turneje obilježilo je otpuštanje dvojice dugogodišnjih članova I.C.S. Vortexa i Mustisa.Razlog otpuštanja dvojice su bila neslaganja oko izrade novog albuma.
2010. Objavljeno je kako Dimmu Borgir izdaje svoj deveti studijski album pod nazivom "Abrahadabra".Preostali članovi najavljuju taj album kao najbolji do sada te kako će na njemu biti puno ambientalnih i simfonijskih dijelova.Shagrath će vršiti dužnosti klavijaturista, a pronađena su i dva nova člana: basist i clean vokalist Snowy Shaw te bubnjar Daray.Specijalni gosti na ovom albumu bit će: Norveški simfonijski radio orkestar te Norveški radio zbor.Album će izaći 24. rujna 2010. godine. Nedugo nakon završetka snimanja novo izabrani basist i clean vokalist Snowy Shaw napušta sastav kako bi se vratio svom priješnjem sastavu Therionu.Prije početka "Darkness Reborn" svjetske turneje sastav je zaposlio 2 nova session člana: Geir Bratland (Klavijature) i Cyrus (Bass gitara) te nastavio raditi s bubnjarom Darayem.

## Diskografija
Studijski albumi
- For all tid (1995.)
- Stormblåst (1996.)
- Enthrone Darkness Triumphant (1997.)
- Spiritual Black Dimensions (1999.)
- Puritanical Euphoric Misanthropia (2001.)
- Death Cult Armageddon (2003.)
- Stormblåst MMV (2005.)
- In Sorte Diaboli (2007.)
- Abrahadabra (2010.)
- Eonian (2018.)

EP-ovi
- Inn i evighetens mørke (1994.)
- Devil's Path (1996.)
- Godless Savage Garden (1998.)
- Alive in Torment (2002.)
- World Misanthropy (2002.)

Split albumi
- Sons of Satan Gather for Attack (1999.)
- True Kings of Norway (2000.)
- Titans of Symphonic Metal (2014.)

Videografija
- Live & Plugged Vol.2 (1997.)
- World Misanthropy (2002.)
- The Invaluable Darkness (2008.)

Demo uradci
- Rehearsal January 1994 (1994.)
- Rehearsal Febuary 1994 (1994.)
- Rehearsal August 1994 (1994.)

## Članovi sastava

#### Trenutačna postava
- Shagrath (Stian Thoresen) – vokali (1993.–danas)
- Silenoz (Sven Atle Kopperud) – ritam gitara (1993.–danas)
- Galder (Tom Rune Andersen Orre) – solo gitara (1999.-danas)
- Cyrus (Terje Andersen) – bas-gitara (2010.-danas)
- Brat (Geir Bratland) – klavijature (2010.–danas)
- Daray (Dariusz Brzozowski) – bubnjevi (2008.–danas)

#### Bivši članovi
- Brynjard Tristan (Ivar Tristan Lundsten) – bas-gitara (1993. – 1996.)
- Nagash (Stian Arnesen) – bas-gitara (1996. – 1999.)
- ICS Vortex (Simen Hestnæs) – bas-gitara, čisti vokali (1999. – 2009.)
- Tjodalv (Ian Kenneth Åkesson) – bubnjevi (1993. – 1999.)
- Astennu (Jamie Stinson) – solo gitara (1997. – 1999.)
- Nicholas Barker – bubnjevi (1999. – 2003.)
- Stian Aarstad – klavijature (1993. – 1997.)
- Mustis (Øyvind Mustaparta) – klavijature (1998. – 2009.)
- Snowy Shaw (Tommie Helgesson) – bas-gitara, čisti vokali (2010.)
- Archon – gitara (2000.)
- Hellhammer (Jan Axel Blomberg) – bubnjevi (2005. – 2007.)
- Tony Laureano – bubnjevi (2004. – 2005., 2007. – 2008.)
- Jens Petter – solo gitara (1996. – 1997.)
- Aggressor (Carl-Michael Eide) – bubnjevi (1997.)
- Reno Kiilerich – bubnjevi (2003. – 2004.)
- Kimberly Goss – klavijature (1997. – 1998.)

| Uloga        | Godina           | Godina           | Godina        | Godina        | Godina        | Godina          | Godina          | Godina        | Godina        | Godina        | Godina   | Godina   |
| Uloga        | 1993. – 1995.    | 1995. – 1996.    | 1996. – 1997. | 1997. – 1998. | 1999. – 2000. | 2000. – 2004.   | 2004. – 2005.   | 2005. – 2007. | 2007. – 2008. | 2008. – 2009. | 2010.    |          |
| ------------ | ---------------- | ---------------- | ------------- | ------------- | ------------- | --------------- | --------------- | ------------- | ------------- | ------------- | -------- | -------- |
| Vokal        | Shagrath         | Shagrath         | Shagrath      | Shagrath      | Shagrath      | Shagrath        | Shagrath        | Shagrath      | Shagrath      | Shagrath      | Shagrath | Shagrath |
| Ritam gitara | Silenoz          | Silenoz          | Silenoz       | Silenoz       | Silenoz       | Silenoz         | Silenoz         | Silenoz       | Silenoz       | Silenoz       | Silenoz  |          |
| Solo gitara  | Shagrath         | Shagrath         | Astennu       | Astennu       | Galder        | Galder          | Galder          | Galder        | Galder        | Galder        | Galder   |          |
| Clean vokali | —                | —                | —             | —             | ICS Vortex    | ICS Vortex      | ICS Vortex      | ICS Vortex    | ICS Vortex    | ICS Vortex    | Shagrath |          |
| Bass gitara  | Brynjard Tristan | Brynjard Tristan | Nagash        | Nagash        | ICS Vortex    | ICS Vortex      | ICS Vortex      | ICS Vortex    | ICS Vortex    | ICS Vortex    | Cyrus    |          |
| Bubnjevi     | Tjodalv          | Tjodalv          | Tjodalv       | Tjodalv       | Tjodalv       | Nicholas Barker | Nicholas Barker | Hellhammer    | Hellhammer    | Daray         | Daray    |          |
| Klavijature  | Stian Aarstad    | Stian Aarstad    | Stian Aarstad | Stian Aarstad | Mustis        | Mustis          | Mustis          | Mustis        | Mustis        | Mustis        | Brat     |          |

## Vanjske poveznice
- Dimmu Borgir službena stranica
- Dimmu Borgir myspace stranica